# Universidad de Beykent
La Universidad de Beykent (turco: Beykent Üniversitesi) es una universidad privada en Estambul, Turquía. Tiene 9622 estudiantes y las clases se imparten en inglés. Tiene cuatro facultades que comprenden 40 departamentos académicos en los campos de Ingeniería y Arquitectura, Bellas Artes, Ciencia, Economía y Ciencias Administrativas; una escuela de idiomas extranjeros, e Institutos de Ciencias Sociales y Ciencia y Tecnología. Fue establecida por la Fundación de Educación de Beykent en 1997.
La Universidad de Beykent participa en los programas Sócrates (ya extinto) y Erasmus, que permiten a los estudiantes de Beykent continuar su educación en otra universidad europea y a estudiantes extranjeros estudiar en Turquía.

## Campus

### Campus Beylikdüzü
El campus Büyükçekmece Beylikdüzü de Beykent está situado en el distrito Büyükçekmece de Estambul, en el área residencial de Beykent. El complejo cerrado de 16 000 m² provee instalaciones educativas, laboratorios, talleres, un auditorio, y un centro cultural.

### Campus Ayazağa
El campus Ayazağa está en la región Sisli de Estambul. Este edificio se abrió en el curso 2005-2006 con una capacidad para 8000 personas. 

### Taksim Campus
El campus Taksim está situado en el principal distrito cultural y artístico de Estambul; el edificio de 5000 m² fue abierto en 2004. Sirve como la sede del Instituto de Ciencias Sociales y la mayoría de programas de postgrado se enseñan en este edificio. La facultad de Derecho está situada en este edificio y comenzó sus clases en el curso 2008-2009.